# Thesea solitaria
Thesea solitaria är en korallart som först beskrevs av Pourtalès 1868.  Thesea solitaria ingår i släktet Thesea och familjen Plexauridae. Inga underarter finns listade i Catalogue of Life.